# Diaspora polonaise en Azerbaïdjan
La diaspora polonaise en Azerbaïdjan (en polonais : Polacy w Azerbejdżanie ; en azéri : Azərbaycan polyakları) a une longue histoire. Bien que sa population ait aujourd'hui grandement diminué, il reste toujours environ 2000 personnes d'origine polonaise dans la capitale Bakou et plusieurs milliers de Polonais auto-identifiés vivent en Azerbaïdjan.
Les Polonais en tant que groupe ethnique vivent en Azerbaïdjan depuis des siècles. L'Empire russe englobant aussi bien l'Azerbaïdjan que de vastes pans de la Pologne, il arrivait que des opposants de nationalité polonaise y fussent déportés, ce qui explique la présence de Polonais en Azerbaïdjan.

## Histoire des Polonais en Azerbaïdjan
Les Polonais sont apparus en Azerbaïdjan à partir du XIIIe siècle, principalement en tant que personnes enlevées, capturées par les Mongols ou les Tatars ; mais aussi en tant que personnes venues de leur plein gré.
Au XVIIe siècle, les missionnaires Paul Wroczyński, Jedrzej Zielonacki et Alexander Kulesza installent une mission à Ganja. Les activités des missionnaires ont été un maillon important dans la compréhension et le rapprochement des valeurs de l'Orient et de l'Occident. Les missionnaires et leurs partisans ont apporté des cadeaux à la cour du Shah sous la forme de peintures précieuses, de manuscrits enluminés de la Bible, etc. Leur séjour a également donné une image positive du peuple polonais en Azerbaïdjan.
Dès le début du XIXe siècle, l'Azerbaïdjan a intéressé les voyageurs polonais et les poètes romantiques, comme en témoignent leurs œuvres.
La diaspora polonaise d'Azerbaïdjan en tant que telle apparaît après le premier partage de la Pologne. À cette époque, la Russie mène une guerre de conquête dans le Caucase et fait appel à des jeunes hommes de tous les territoires occupés (principalement de Pologne) en tant que recrues forcées. Le Caucase du XIXe siècle était, avec la Sibérie, l'un des principaux lieux d'exil des Polonais. En 1813, 10 000 prisonniers polonais sont envoyés dans le Caucase, la plupart d'entre eux membres des légions polonaises de l'armée de Napoléon. En 1831, après l'échec du soulèvement de novembre, une nouvelle vague d'insurgés polonais en exil arriva en Azerbaïdjan. En outre, les principaux points où les Polonais étaient envoyés au service militaire se aussi trouvaient en Azerbaïdjan : il s'agissait notamment de Quba, Qusar, Chamakhi, Gandja, Bakou et Zaqatala. Des bâtiments de chapelles, qui avaient autrefois été construits pour les militaires polonais et leurs familles à Quba et Zaqatala, y subsistent encore.
Le groupe suivant de Polonais réprimés a été exilé dans le Caucase après le soulèvement de 1863. Les Polonais ont été déportés au Caucase et à la Transcaucasie jusqu'à la fin du XIXe siècle. Au début du XXe siècle, 17 264 personnes ont été réinstallées dans le Caucase. Le dernier exilé polonais en Azerbaïdjan identifié à ce jour était Edward Strump ; en 1900, il publie à Varsovie son livre Pictures of the Caucasus. Certains exilés polonais furent complètement privés de leur liberté et placés en détention dans des lieux tels que la forteresse de l'île et Zaqatala Nargin.
La péninsule d'Absheron connaît ensuite un développement intensif lié à l'industrie pétrolière. Bakou devient une ville internationale. En 1897, la population polonaise s'y élevait à près de deux mille personnes. En 1913, les employés polonais de Bakou représentaient 52,2 % de la population pétrolière.

### Communauté polonaise
En 1903, les Polonais créent une « Société de bienfaisance polonaise » qui ouvre une bibliothèque et une école. Le 17 août 1909, la « Maison polonaise de Bakoue » st enregistrée avec pour objectif le développement culturel de la population polonaise. Lorsque la société a commencé à fonctionner, une autre école polonaise a été créée. Au début de la Première Guerre mondiale, le « Comité polonais de Bakou sur l'organisation de l'aide à la population ravagée par la guerre du Royaume de Pologne » est créé. Cet événement est lié à l'l'arrivée à Bakou d'une vague de réfugiés polonais. Toutes les organisations polonaises ont été regroupées au sein du « Conseil des organisations polonaises de Bakou ». Les Polonais sont également unis par la foi chrétienne. Des chapelles ont été construites sur les sites des régiments polonais dans le Caucase. À Bakou, grâce à la diaspora polonaise, le gouvernement a accepté de construire une église chrétienne. La population locale l'appelait l'église polonaise. Elle fut cependant détruite sous Staline. Une autre église chrétienne, construite par les Polonais dans la ville de Qusar, a survécu. Ce bâtiment est aujourd'hui connu par la population locale sous le nom d'« église chrétienne polonaise ».
Avec l'établissement du pouvoir soviétique en Azerbaïdjan, de nombreux Polonais ont quitté le pays et sont retournés dans leur patrie historique. Les activités des organisations polonaises (ainsi que d'autres associations nationales) ont été interdites. De nombreuses personnes d'origine polonaise ont été contraintes de changer de nationalité.
L'idée d'une organisation polonaise a été exprimée pour la première fois par Ofilom Ismailov (Kulchitsky) en 2000. En 2001, il a réuni un groupe de 16 personnes d'origine polonaise et a proposé la création d'une communauté polonaise, tout en notant que, selon le recensement du début des années 1990, la population polonaise d'Azerbaïdjan avoisinait le millier. Sur sa proposition, Elena Teer, qui parlait couramment le polonais, a été choisie comme présidente de l'organisation. Cependant, les organes directeurs des organisations polonaises n'ont pas été suffisamment actifs à l'avenir, et la décision de la réunion a perdu sa validité pour le ministère de la justice. En vertu de la législation en vigueur, les documents nécessaires à l'enregistrement de l'organisation devaient être soumis au plus tard un mois après la date de la réunion, ce qui n'a pas été fait. En 1991, ils ont créé une organisation communautaire polonaise appelée « Polonia ».

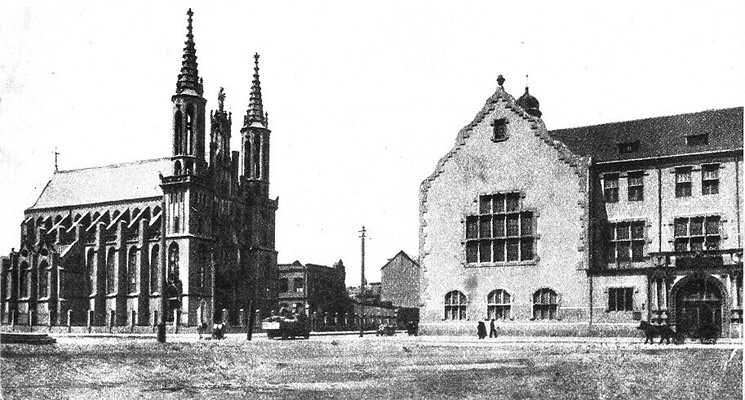
L'ancienne église de l'Immaculée Conception de la Bienheureuse Vierge Marie (à gauche) à Bakou.

### Le rôle des Polonais dans l'histoire de l'Azerbaïdjan
Les Polonais ont apporté une contribution majeure au développement économique, scientifique, culturel, et éducatif du pays. Il y avait parmi eux des médecins, des enseignants et des ingénieurs militaires.

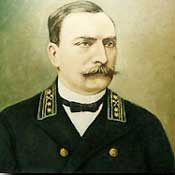
Witold Zglenicki

La plus grande contribution au développement économique de l'Azerbaïdjan a été apportée par Witold Zglenicki. Ingénieur pionnier, Witold s'est approvisionné en pétrole brut dans les fonds marins, a développé un projet de vie de ces gisements et l'invention a été d'une grande importance pour la poursuite du développement économique de l'Azerbaïdjan. Il a également parrainé une fondation pour le développement de la culture et de la science polonaises, ce qui lui a valu la réputation de « Nobel polonais ».
L'Azerbaïdjan a également accueilli d'éminents savants d'origine polonaise qui ont apporté une contribution majeure au développement scientifique et technique. En 1919, l'université d'État de Bakou a été créée, ce qui a été d'une grande importance pour le développement global de l'ensemble du système scientifique dans un pays qui était en retard à l'époque. Parmi les enseignants, on comptait de nombreux professeurs d'origine polonaise.
Stanislaw Despot-Zenovich, qui a beaucoup contribué à l'amélioration de la ville, a été maire de Bakou pendant 16 ans (1878-1894). Paul Potocki (1879-1932) a été le premier à appliquer la technique de drainage du fond de la mer pour le pétrole dans le remplissage de la baie de Bibiheybət. Le premier recteur de l'Institut polytechnique de Bakou était le professeur Nicholas Dombrowski.
C'est aussi à Bakou qu'a débuté la carrière musicale du violoncelliste d'origine polonaise Léopold Rostropovitch, lequel y a eu un fils, lui aussi violoncelliste, Mstislav Rostropovitch. D'autres musiciens d'origine polonaise sont également très connus. Le chef d'orchestre du théâtre d'opéra et de ballet Vladimir Trahimovich, le professeur de piano Regina Sirovich, auteur du meilleur didacticiel de piano actuel (coécrit avec L. Egorova), le célèbre musicien de jazz Bronislaw Posadovsky figurent également parmi les Polonais connus de la scène musicale azerbaïdjanaise.
De nombreux Polonais ont quitté l'Azerbaïdjan après la révolution russe, tandis que d'autres familles polonaises quittaient le pays pour diverses raisons, souvent en raison de meilleurs emplois et de la possibilité pour les enfants d'apprendre et de travailler dans les capitales russes — Moscou et Leningrad. Après la révolution, la plupart des Polonais étaient enregistrés par les autorités dans les statistiques sous la catégorie « Russe ».

#### Architecture
L'architecture est le domaine auquel les Polonais ont probablement le plus contribué. Józef Gosławski et Józef Płoszko en sont des représentants particulièrement éminents.

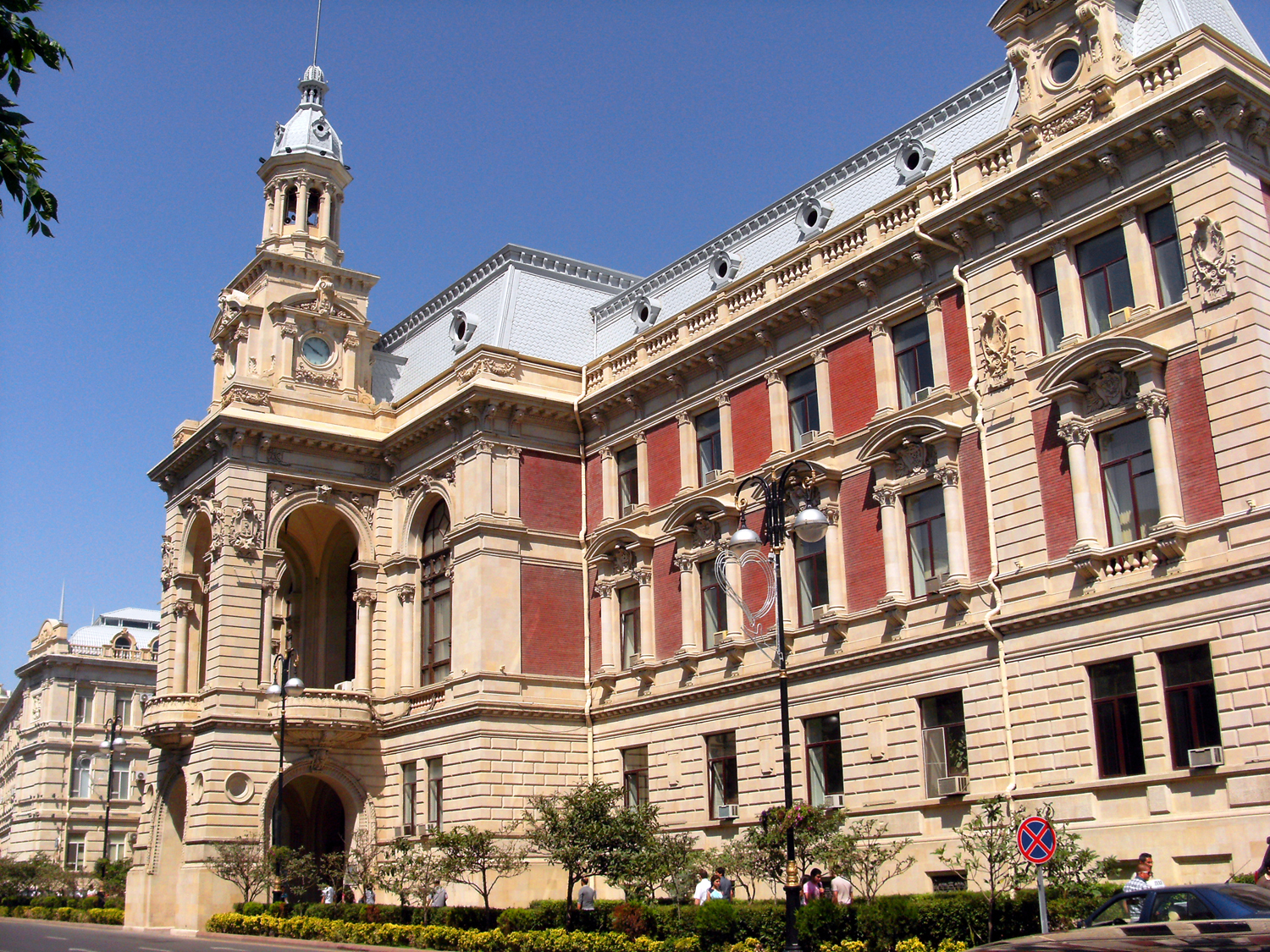
Bâtiment du pouvoir exécutif de la ville de Bakou (en), Józef Gosławski
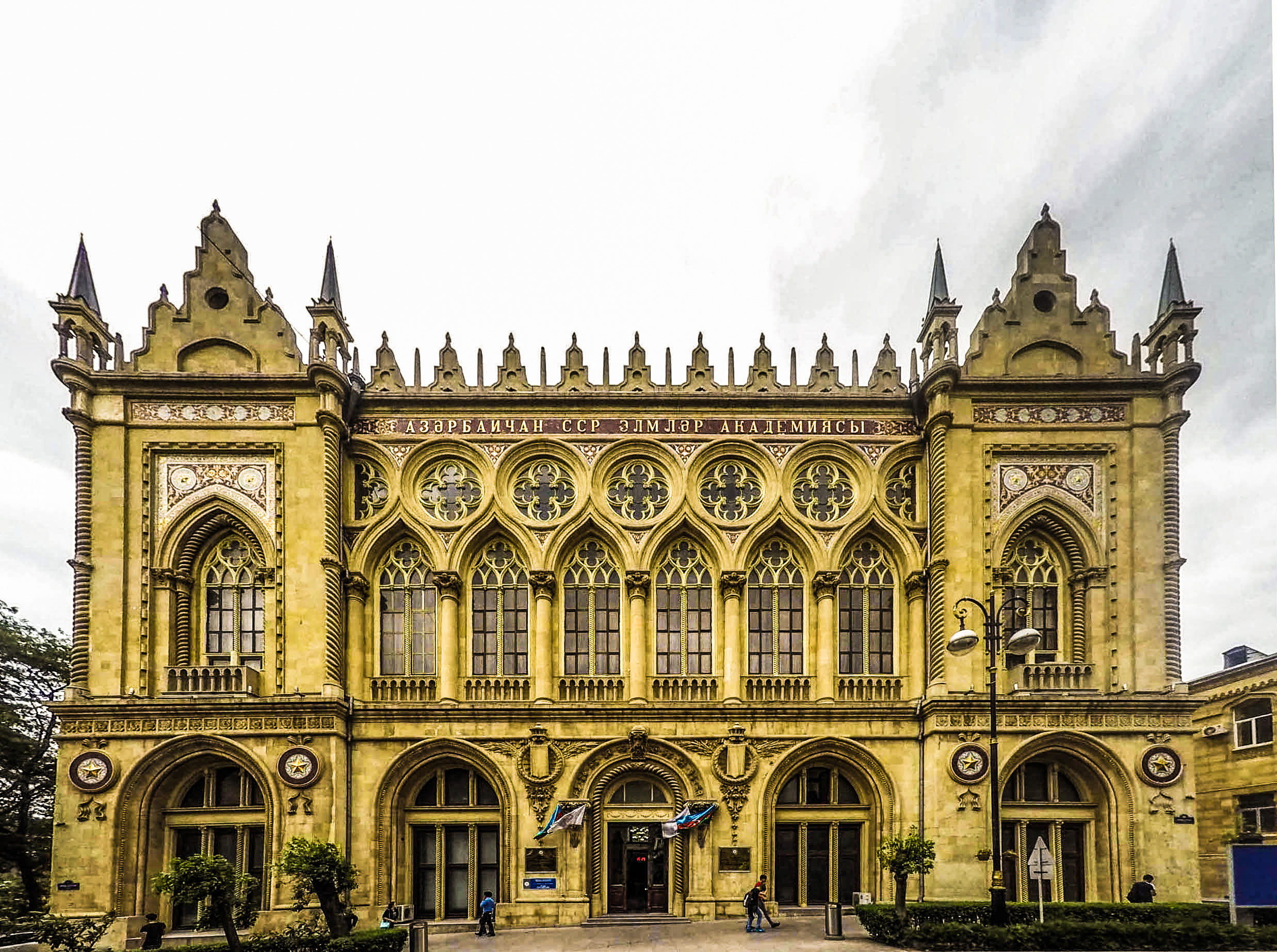
Palais d’Ismailiyya, Józef Płoszko
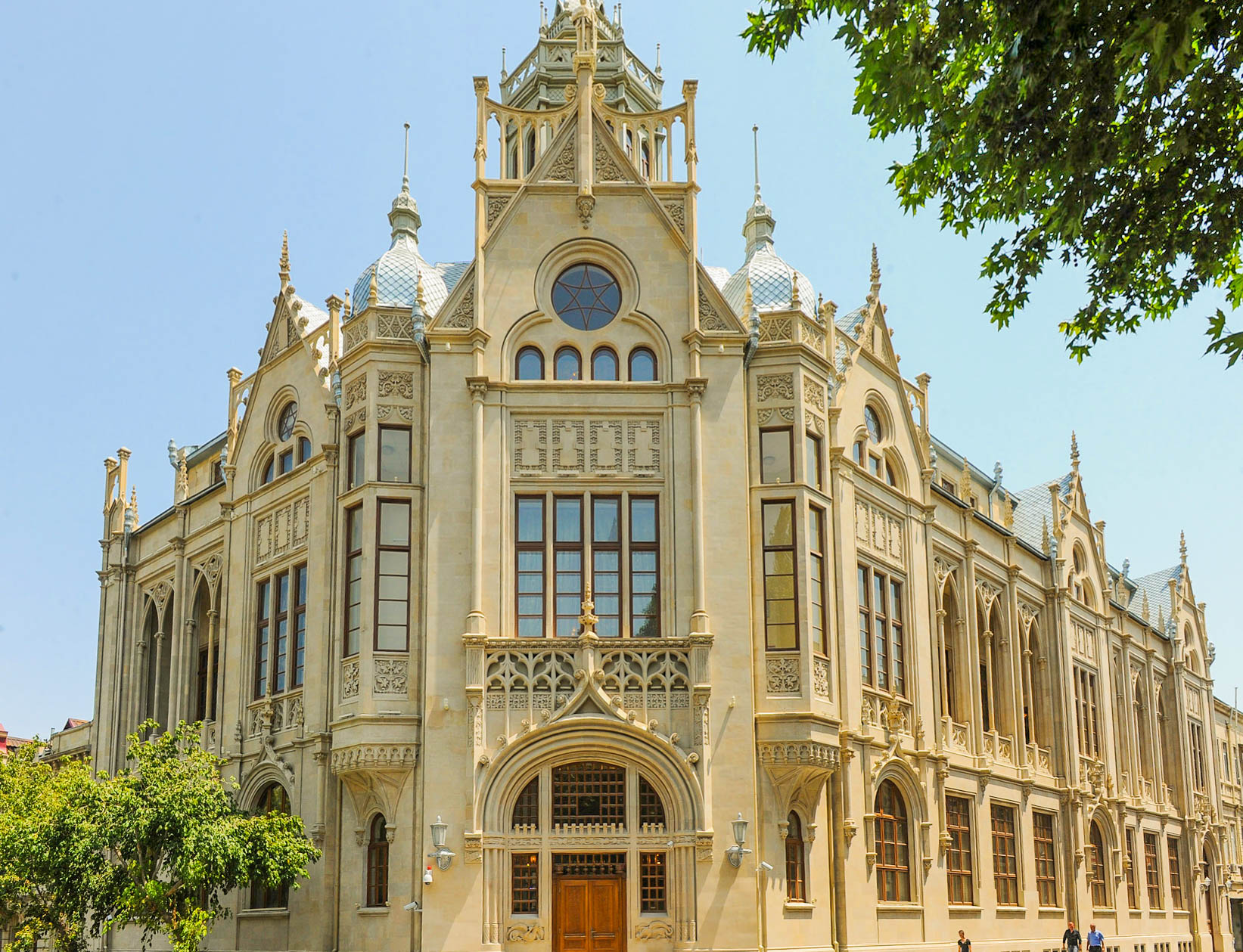
Palais du Bonheur (en), Józef Płoszko
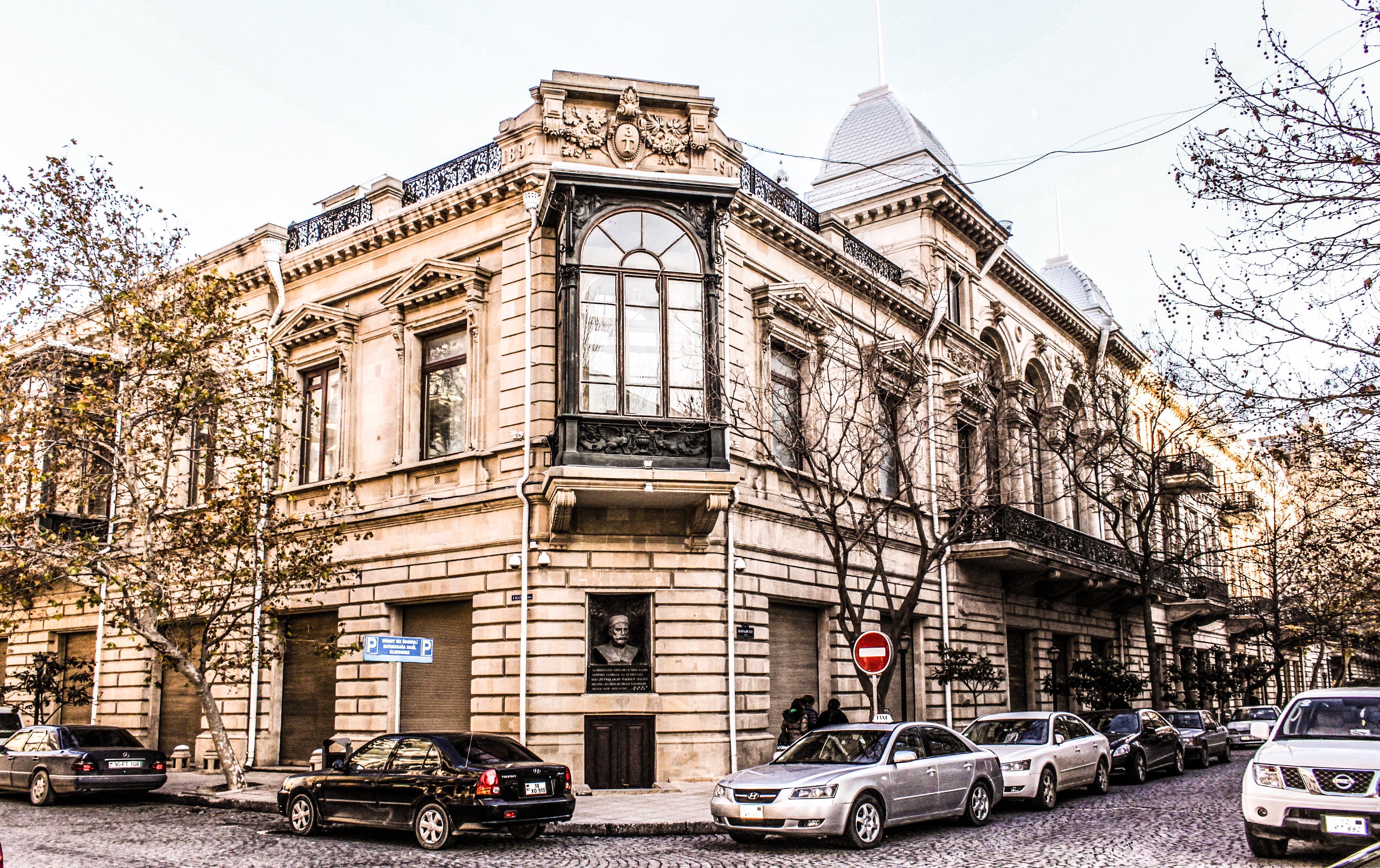
Palais de Zeïnalabdine Taguiev, Józef Gosławski

## Représentants notables
- Józef Gosławski, sculpteur ;
- Józef Plośko, architecte ;
- Michał Abramowicz, géologue ;

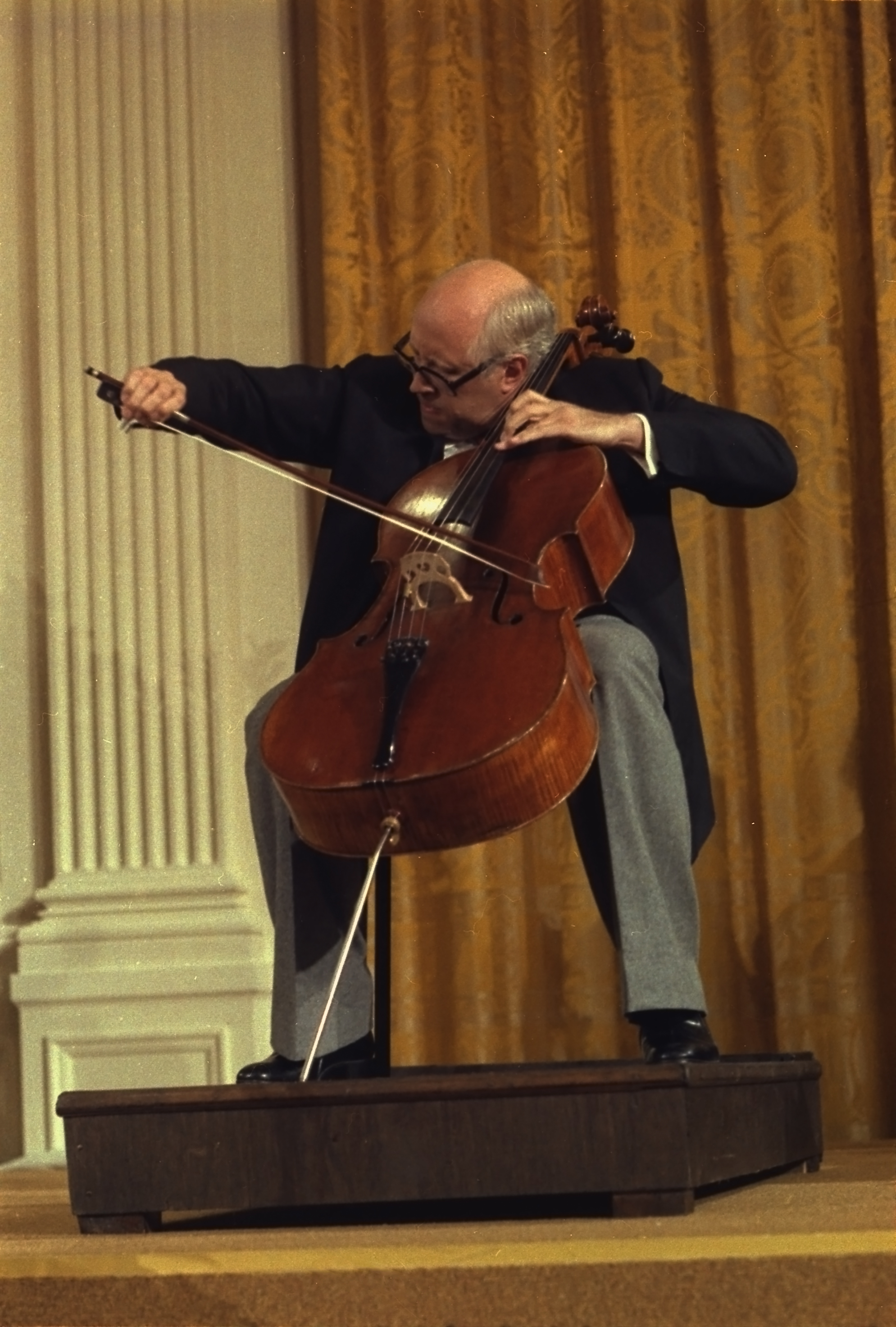
Mstislav Rostropovitch

- Andreï Vychinski, homme politique soviétique ;
- Maciej Sulkiewicz, premier état-major général des forces armées azerbaïdjanaises ;
- Alexander Makovelsky, philosophe, membre correspondant de l'Académie des sciences de l'URSS ;
- Mstislav Rostropovitch, violoncelliste mondialement connu ;
- Witold Zglenicki, géologue et philanthrope ;
- Stephen Skshyvan, ingénieur, constructeur d'aqueducs ;
- Paul Zdrodovsky, microbiologiste ;
- Jozef Essman, ingénieur hydraulique.